# Давіде Маріані
Давіде Маріані (нім. Davide Mariani, нар. 19 травня 1991, Цюрих) — швейцарський футболіст, півзахисник клубу «Лугано».

## Ігрова кар'єра
Народився 19 травня 1991 року в місті Цюрих. Вихованець футбольної школи клубу «Цюрих». Дорослу футбольну кар'єру розпочав 2012 року в основній команді того ж клубу, в якій провів два сезони, взявши участь у 31 матчі Суперліги.
Так і не ставши основним гравцем цюрихського клубу, в липні 2014 року був відданий на рік в оренду в клуб Челендж-ліги «Шаффгаузен», а 30 червня 2015 року його позика була продовжена ще на рік. Загалом відіграв за команду з Шаффгаузена два сезони своєї ігрової кар'єри. Більшість часу, проведеного у складі «Шаффгаузена», був основним гравцем команди, взявши участь у 62 матчах другого швейцарського дивізіону.
12 липня 2016 року на правах вільного агента перейшов у клуб Суперліги «Лугано». Станом на 15 квітня 2018 року відіграв за команду з Лугано 60 матчів в національному чемпіонаті.

## Титули і досягнення
- Володар Кубка Швейцарії (1):

«Цюрих»: 2013–14